# Liste der Naturdenkmale in Groß-Gerau
Die Liste der Naturdenkmale in Groß-Gerau nennt die im Gebiet der Stadt Groß-Gerau im Kreis Groß-Gerau in Hessen gelegenen Naturdenkmale.
| Bild            | Bezeichnung                       | Ortsteil, Lage                                                        | Beschreibung | Art            | Nr. |
| --------------- | --------------------------------- | --------------------------------------------------------------------- | ------------ | -------------- | --- |
| BW              | 1 „Ludwigseiche“                  | Groß-Gerau 49° 57′ 24,1″ N, 8° 31′ 41,9″ O                            |              | Eiche          | 008 |
| Fotos hochladen | 1 Platane                         | Groß-Gerau, Mainzer-/Oppenheimer Str. 49° 55′ 19,6″ N, 8° 28′ 34,2″ O |              | Platane        | 045 |
| Fotos hochladen | 1 Linde am Schwimmbadparkplatz    | Groß-Gerau 49° 54′ 53,2″ N, 8° 29′ 10,6″ O                            |              | Linde          | 061 |
| Fotos hochladen | 1 Eiche vor der Sparkasse         | Groß-Gerau 49° 55′ 13,8″ N, 8° 29′ 5,6″ O                             |              | Eiche          | 062 |
| BW              | 1 Linde, Nachtweide               | Wallerstädten 49° 54′ 5,4″ N, 8° 26′ 40,2″ O                          |              | Linde          | 063 |
| BW              | 1 Pyramideneiche in der Fasanerie | Dornberg 49° 54′ 22,7″ N, 8° 28′ 52,7″ O                              |              | Pyramideneiche | 069 |
| Fotos hochladen | 1 Gustav-Stresemann-Eiche         | Groß-Gerau 49° 55′ 12,1″ N, 8° 28′ 54″ O                              |              | Eiche          | 070 |
| Fotos hochladen | 1 Acht-Geschwister-Eiche          | Wallerstädten 49° 54′ 24,2″ N, 8° 26′ 20,1″ O                         |              | Eiche          | 071 |

## Belege
1. ↑  Naturdenkmale im Kreis Groß-Gerau. (pdf; 39 kB) Der Kreis Groß-Gerau, 15. Januar 2014, archiviert vom Original (nicht mehr online verfügbar) am 15. Februar 2016; abgerufen am 24. Januar 2016.
2. ↑  
Naturdenkmale im Kreis Groß-Gerau. (pdf; 851 kB) (Karte). Der Kreis Groß-Gerau, 15. Januar 2014, archiviert vom Original (nicht mehr online verfügbar) am 15. Februar 2016; abgerufen am 24. Januar 2016.

- Karte mit allen Koordinaten:
- OSM |
- WikiMap